# Legamento nucale
Il legamento nucale è una membrana fibrosa che, nel collo, rappresenta il legamento sopraspinoso delle vertebre cervicali.
Esso si estende dalla protuberanza occipitale esterna e dalla linea nucale media fino al processo spinoso della settima vertebra cervicale.
Dalla sua parte anteriore viene fuori una lamina fibrosa, che si attacca al tubercolo posteriore dell'atlante e al processo spinoso delle vertebre cervicali, e forma un setto che la separa dai muscoli dell'altra parte del collo.
Nell'uomo è fondamentalmente il rudimento di un importante legamento elastico, che, in alcuni animali, in particolar modo negli ungulati, serve a sostenere il peso della testa.

## Altre immagini

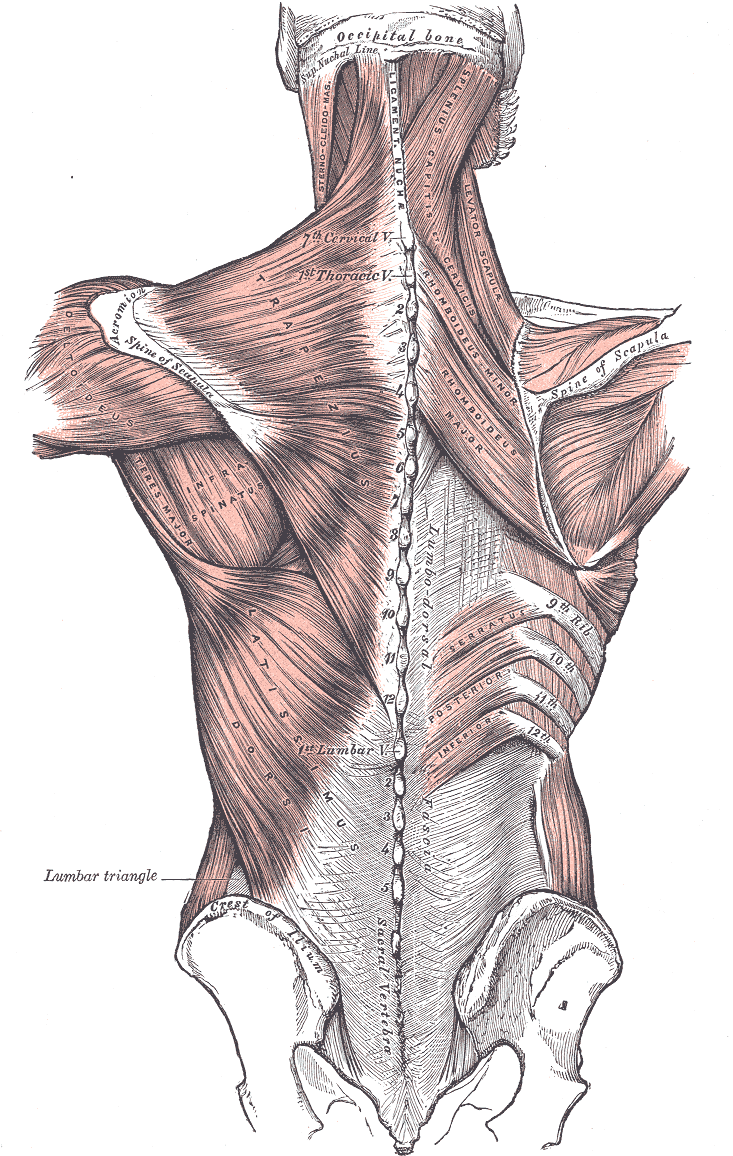
Muscoli che connettono l'arto superiore alla colonna vertebrale.
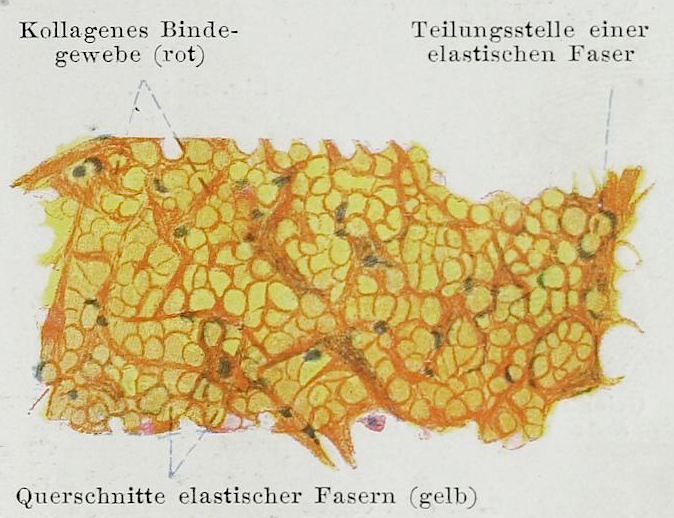
Immagine microscopica del legamento nucale.